# Yang Xu
Dans ce nom chinois, le nom de famille, Yang, précède le nom personnel.
Yang Xu, né le 12 février 1988 à Dalian en Chine, est un footballeur international chinois. Il joue notamment dans le championnat chinois au Shanghai Shenhua ainsi que dans l'équipe nationale chinoise avant d'annoncer prendre sa retraite en avril 2023.

## Biographie

### Carrière en équipe nationale
Yang Xu est sélectionné en sélection chinoise des moins de 17 ans pour la Coupe du monde des moins de 17 ans de 2005 qui se déroule au Pérou, où il joue quatre matchs.
Il est convoqué pour la première fois en sélection par le sélectionneur national Gao Hongbo le 1er juin 2009 lors d'un match contre l'Iran (victoire 1-0).
Il dispute deux coupe d'Asie : en 2011 et 2015. Il joue trois matchs lors de l'édition 2011 : contre le Koweït, le Qatar et enfin l'Ouzbékistan.
Il participe également à une coupe d'Asie de l'Est en 2010. Il joue enfin 4 matchs comptant pour les éliminatoires de la coupe du monde 2014.
Au total il compte 55 sélections et 29 buts en équipe de Chine entre 2009 et 2019.

## Palmarès

### En club
- Avec le Liaoning Yuandong
  - Champion de League One en 2009

### En sélection
- Vainqueur de la Coupe d'Asie de l'Est en 2010